# 藤原滋望
藤原 滋望（ふじわら の しげもち）は、平安時代中期の貴族。名は滋茂とも記される。藤原式家、参議・藤原忠文の子。官位は従五位上・備後守。

## 経歴
式部少丞を経て、天慶年間末から天暦年間初頭（940年代後半）に従五位下・右衛門権佐に叙任される。
天暦2年（948年）鴨川の堤防の修築を担当する防鴨河使に任ぜられた後、天徳4年（960年）に任ぜられた木工守を挟んで、陸奥守・常陸介・備後守と地方官を歴任した。

## 官歴
- 天慶5年（942年） 6月13日：見式部少丞[1]
- 時期不詳：従五位下。右衛門権佐[2]
- 天暦2年（948年） 2月27日：防鴨河使[2]
- 天暦5年（951年） 日付不詳：辞陸奥守[3]
- 天徳2年（958年） 2月17日：見常陸介[4]
- 天徳4年（960年） 10月9日：木工守[5]
- 時期不詳：備後守

## 系譜
『尊卑分脈』による。
- 父：藤原忠文
- 母：不詳
- 生母不詳の子女
  - 男子：藤原正衡
  - 男子：藤原相親?[6]